# Europese PGA Tour 2008

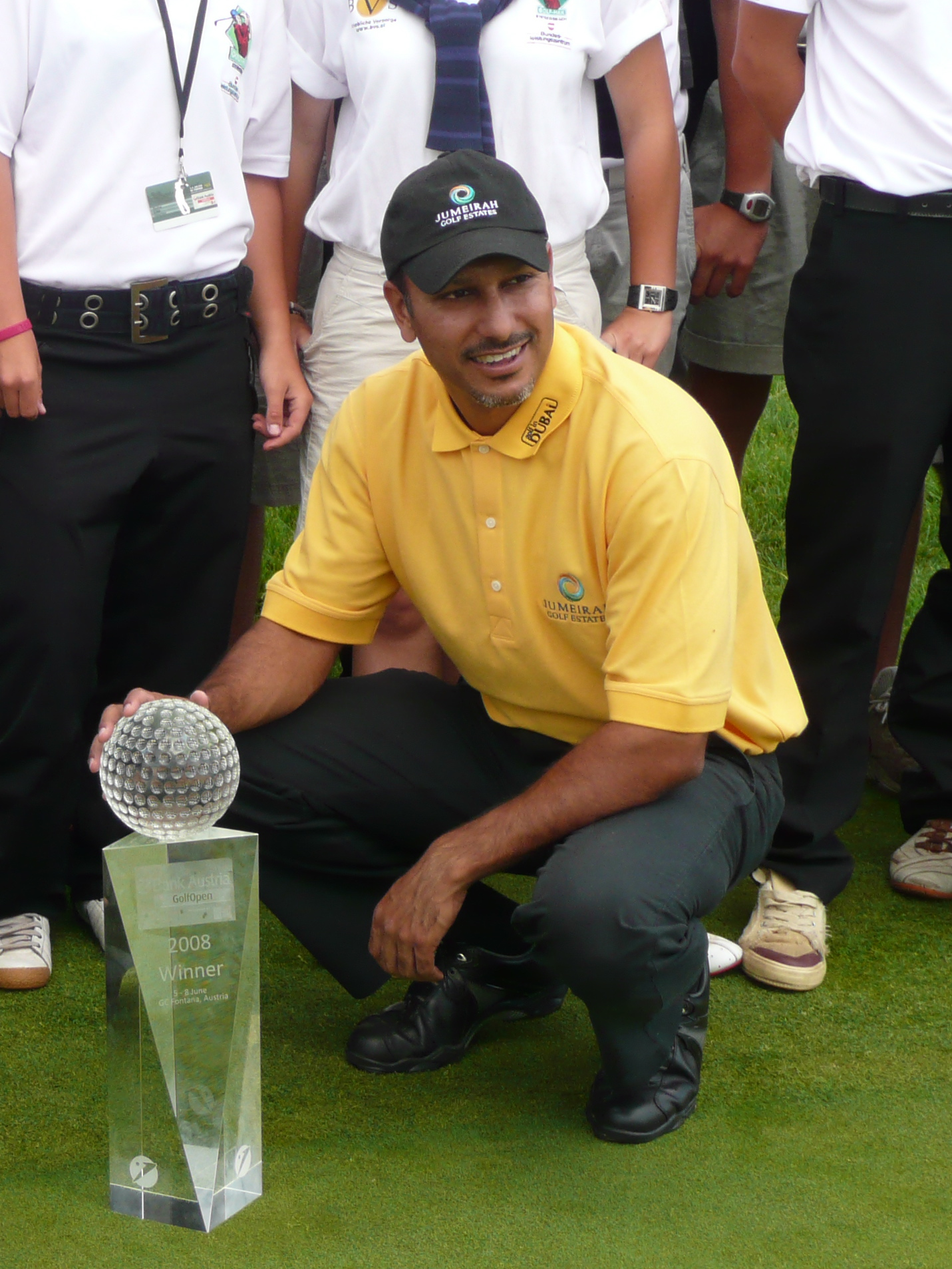
Jeev Milkha Singh won het Oostenrijks Open

Het 37ste seizoen van de Europese PGA Tour liep van november 2007 t/m oktober 2008. Het seizoen wordt al jaren afgerond met de Volvo Masters op de Valderrama baan van Sotogrande. Hieraan mogen alleen de topspelers van de Order of Merit meespelen. 
Het eerste toernooi binnen Europa wordt al sinds de jaren 90 op Madeira gespeeld, dan volgen enkele wedstrijden in Zuid-Europa. Pas in mei en juni komen landen als Engeland, Ierland, Duitsland en Frankrijk aan de beurt, en in de zomer gaan de spelers naar de meer noordelijke landen zoals Schotland, Nederland en Zweden.
Op de agenda stonden ook de vier Majors: het Britse Open, het Amerikaanse Open, de Masters en het US PGA Kampioenschap. 
Drie spelers uit India, Arjun Atwal, Shiv Chowrasia, Jeev Milkha Singh, behaalden in 2008 hun eerste overwinning in Europa en kregen dus speelrecht tot eind 2010.

## 2008
| Van   | Tot   | Naam                                  | Locatie                                                               | Winnaar                   |
| 2007  | 2007  | 2007                                  | 2007                                                                  | 2007                      |
| ----- | ----- | ------------------------------------- | --------------------------------------------------------------------- | ------------------------- |
| 8-11  | 11-11 | HSBC Champions                        | Sheshan International GC Shanghai, China                              | Phil Mickelson            |
| 15-11 | 18-11 | UBS Hong Kong Open                    | Hong Kong GC Hongkong                                                 | Miguel Ángel Jiménez      |
| 22-11 | 25-11 | MasterCard Masters                    | Huntingdale GC Melbourne, Australië                                   | Aaron Baddeley            |
| 29-11 | 02-12 | Michael Hill New Zealand Open         | The Hills GC Queenstown, Nieuw-Zeeland                                | Richard Finch             |
| 06-12 | 09-12 | Alfred Dunhill Championship           | Leopard Creek GC Mpumalanga, Zuid-Afrika                              | John Bickerton            |
| 13-12 | 16-12 | South African Airways Open            | Pearl Valley Golf Estate Paarl, West-Kaap, Zuid-Afrika                | James Kingston            |
| 2008  |       |                                       |                                                                       |                           |
| 10-01 | 13-01 | Joburg Open                           | Royal Johannesburg and Kensington Golf Club Johannesburg, Zuid-Afrika | Richard Sterne            |
| 17-01 | 20-01 | Abu Dhabi Golf Championship           | Abu Dhabi Golf Club Abu Dhabi, Verenigde Arabische Emiraten           | Martin Kaymer             |
| 24-01 | 27-01 | Commercialbank Qatar Masters          | Doha Golf Club, Doha                                                  | Adam Scott                |
| 31-01 | 03-02 | Dubai Desert Classic                  | Emirates Golf Club Dubai, Verenigde Arabische Emiraten                | Tiger Woods               |
| 07-02 | 10-02 | EMAAR-MGF Indian Masters              | Delhi Golf Club Delhi, India                                          | Shiv Chowrasia            |
| 14-02 | 17-02 | Enjoy Jakarta Astro Indonesia Open    | Cengkareng Golf Club Jakarta, Indonesië                               | Felipe Aguilar            |
| 20-02 | 24-02 | WGC - Accenture Match Play            | The Gallery GC Dove Mountain, Tucson, Arizona, Verenigde Staten       | Tiger Woods               |
| 28-02 | 02-03 | Johnnie Walker Classic                | DLF Golf and Country Club New Delhi, India                            | Mark Brown                |
| 06-03 | 09-03 | Maybank Malaysian Open                | Kota Permai GC Kuala Lumpur, Maleisië                                 | Arjun Atwal               |
| 13-03 | 16-03 | Ballantine's Championship             | Pinx GC Jeju, Zuid-Korea                                              | Graeme McDowell           |
| 20-03 | 23-03 | WGC - CA Championship                 | Doral Golf Resort & Spa Doral, Florida, Verenigde Staten              | Geoff Ogilvy              |
| 20-03 | 23-03 | Madeira Island Open BPI - Portugal    | Santo da Serra Madeira, Portugal                                      | Alastair Forsyth          |
| 27-03 | 30-03 | MAPFRE Open de Andalucía              | Aloha GC Spanje                                                       | Thomas Levet              |
| 03-04 | 06-04 | Estoril Open de Portugal              | Oitavos Dunes Estoril, Portugal                                       | Grégory Bourdy            |
| 10-04 | 13-04 | US MASTERS                            | Augusta National Georgia, Verenigde Staten                            | Trevor Immelman           |
| 17-04 | 20-04 | Volvo China Open                      | Beijing CBD International GC Peking, China                            | Damien McGrane            |
| 24-04 | 27-04 | BMW Asian Open                        | Tomson Shanghai Pudong GC Shanghai, China                             | Darren Clarke             |
| 01-05 | 04-05 | Spaans Open                           | Real Club de Golf de Sevilla Sevilla, Spanje                          | Paul Lawrie               |
| 08-05 | 11-05 | Italian Open                          | Castello di Tolcinasco G & CC Milaan, Italië                          | Hennie Otto               |
| 15-05 | 18-05 | Irish Open                            | Adare Manor Hotel & Golf Resort Ierland                               | Richard Finch             |
| 22-05 | 25-05 | BMW PGA Championship                  | The Wentworth Club Virginia Water, Surrey, Engeland                   | Miguel Ángel Jiménez      |
| 29-05 | 01-06 | The Celtic Manor Wales Open           | The Celtic Manor Resort Newport, Wales                                | Scott Strange             |
| 05-06 | 08-06 | Bank Austria Golf Open                | Fontana GC Wenen, Oostenrijk                                          | Jeev Milkha Singh         |
| 12-06 | 15-06 | US OPEN                               | Torrey Pines GC La Jolla, Californië, Verenigde Staten                | Tiger Woods               |
| 12-06 | 15-06 | Saint-Omer Open                       | Saint Omer GC Sint-Omaars, Frankrijk                                  | David Dixon               |
| 19-06 | 22-06 | BMW International Open                | Golfclub München Eichenried München, Duitsland                        | Martin Kaymer             |
| 26-06 | 29-06 | Frans Open                            | Le Golf National Parijs, Frankrijk                                    | Pablo Larrazábal          |
| 03-07 | 06-07 | European Open                         | The London Golf Club Ash, Kent, Engeland                              | Ross Fisher               |
| 10-07 | 13-07 | The Barclays Scottish Open            | Loch Lomond, Glasgow, Schotland                                       | Graeme McDowell           |
| 17-07 | 20-07 | 137th BRITISH OPEN                    | Royal Birkdale Southport, Lancashire, Engeland                        | Pádraig Harrington        |
| 24-07 | 27-07 | Inteco Russian Open Golf Championship | Moskou, Rusland                                                       | Mikael Lundberg           |
| 31-07 | 03-08 | WGC - Bridgestone Invitational        | Firestone C.C. Akron, Ohio                                            | Vijay Singh               |
| 07-08 | 10-08 | US PGA CHAMPIONSHIP                   | Oakland Hills GC Bloomfield Township, Michigan                        | Pádraig Harrington        |
| 14-08 | 17-08 | SAS Masters                           | Arlandastad GC Stockholm, Zweden                                      | Peter Hanson              |
| 21-08 | 24-08 | KLM Open                              | Kennemer Golf & Country Club Zandvoort, Nederland                     | Darren Clarke             |
| 28-08 | 31-08 | Johnnie Walker Championship           | Gleneagles , Perthshire, Schotland                                    | Grégory Havret            |
| 04-09 | 07-09 | Omega European Masters                | Crans-sur-Sierre GC Crans, Zwitserland                                | Jean-François Lucquin     |
| 11-09 | 14-09 | Mercedes-Benz Championship            | Gut Lärchenhof Keulen, Duitsland                                      | Robert Karlsson           |
| 19-09 | 21-09 | The Ryder Cup                         | Valhalla GC Louisville (Kentucky), Kentucky, VS                       | Verenigde Staten          |
| 25-09 | 28-09 | The Quinn Direct British Masters      | The Belfry G&CC West Midlands, Engeland                               | Gonzalo Fernández-Castaño |
| 02-10 | 05-10 | Alfred Dunhill Links Championship     | St Andrews Links Carnoustie & Kingsbarns, Fife, Schotland             | Robert Karlsson           |
| 16-10 | 19-10 | Portugal Masters                      | Oceânico Victoria Clube de Golfe Vilamoura, Portugal                  | Alvaro Quiros             |
| 23-10 | 26-10 | CASTELLÓ MASTERS Costa Azahar         | Club de Campo del Mediterráneo Castellón, Spanje                      | Sergio Garcia             |
| 30-10 | 02-11 | Volvo Masters                         | Valderrama, Sotogrande , Cádiz, Spanje                                | Søren Kjeldsen            |
| 27-11 | 30-11 | Omega Mission Hills World Cup         | Mission Hills Golf Club China                                         | Zweden                    |